# 美國國際玩具展覽會

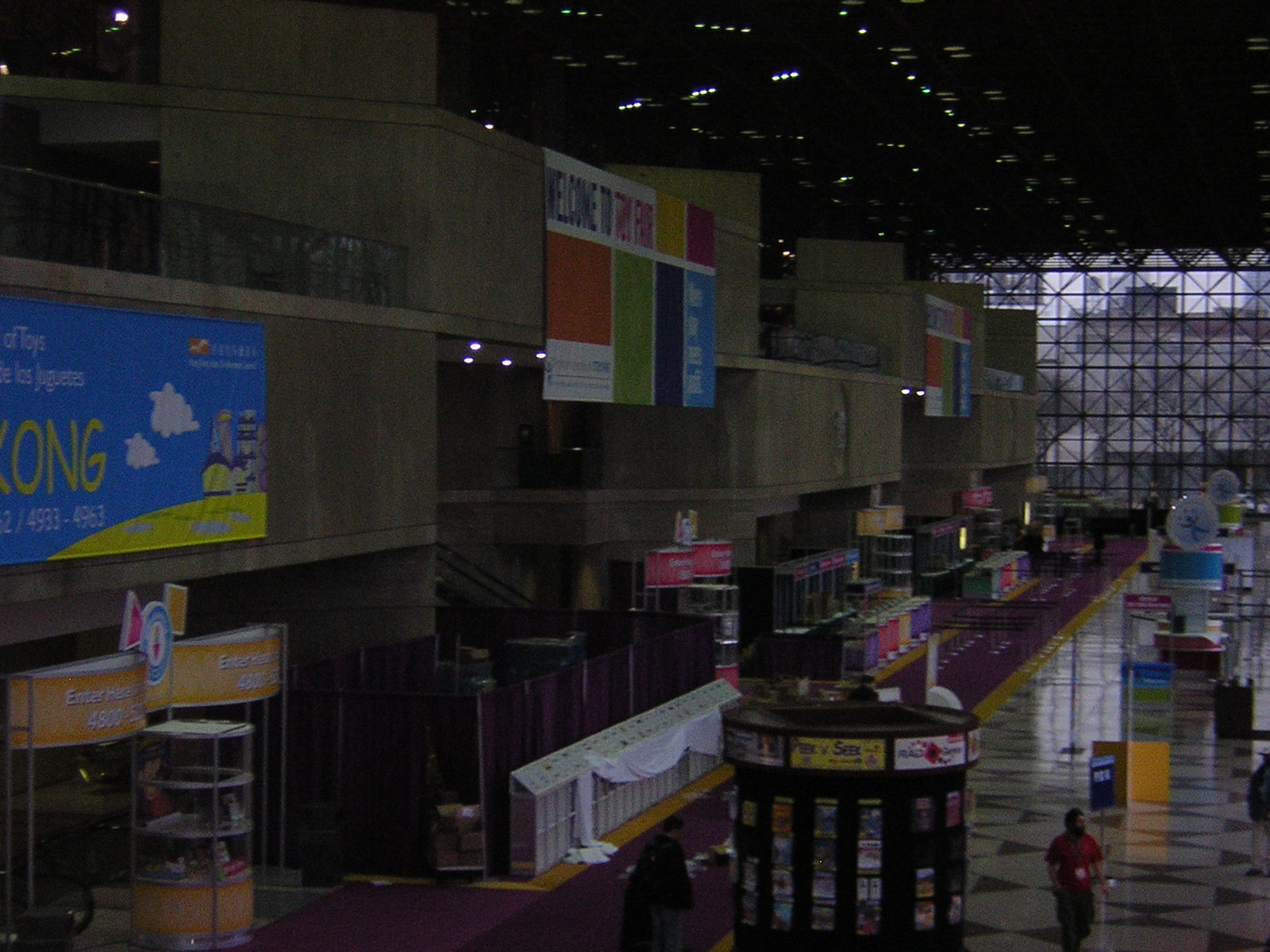
美國國際玩具展覽會在賈維茨會展中心的擺設。

美國國際玩具展覽會（英語：The American International Toy Fair）是幾個來自世界各地的主要玩具產業共同舉辦的貿易展覽會，並且由玩具工業公會擁有和管理。美國國際玩具展覽會會在每年2月中旬時於紐約的賈維茨會展中心和城市周圍的玩具展覽廳，其中在賈維茨會展中心主要開放展覽的內容為玩具貿易部分。

## 外部連結
- Videos and photos from various Toy Fair events （页面存档备份，存于）
- Toy Industry Association, Inc.
- Toy Fair New York